# Le Marionnettiste (film, 1989)
Pour l’article homonyme, voir Le Marionnettiste (film, 2003).
Pour les articles homonymes, voir Marionnettiste (homonymie).
Pour plus de détails, voir Fiche technique et Distribution.
Le Marionnettiste (en arabe : الأراجوز, Al-Aragouz) est un film égyptien, réalisé par Hani Lachine, sorti en 1989, réunissant quelques grandes vedettes du cinéma égyptien telles que Omar Sharif ou encore Mervat Amin.

## Synopsis
Muhammad Jad Al-Karim travaille comme marionnettiste, dont les spectacles mettent en scène la promesse de la révolution socialiste de Nasser. Il estime que cette profession est une profession merveilleuse. Son fils,  diplômé de l'université grâce aux sacrifices de son père, nourrit de grandes ambitions, loin de la vie simple de son père.
Il entre  au service d'un homme d'affaires, qui l'initie aux dessous corrompus de la politique, et aux manipulations politiques. Muhammad estime qu'il a échoué et n'a pas réussi à transmettre une bonne éducation à son fils  : il entre en conflit avec lui et l'homme d'affaires. Celui-ci, pensant qu'il peut perdre les élections si Muhammad continue son influence sur les gens et le fils, essaie de le tuer, mais la balle touche sa femme Inaam qui est enceinte. Elle donne naissance à ce nouveau bébé avant de succomber à ses blessures. Le marionnettiste s'éloigne finalement, avec son petit fils, et se promet de ne pas refaire les mêmes erreurs d'éducation.

## Fiche technique
- Titre original : Al Aragouz
- Titre français : Le Marionnettiste
- Réalisation : Hani Lashine
- Scénario : Issam El-Shamaa
- Pays d'origine : Égypte
- Date de sortie : 1989

## Distribution
- Omar Sharif : Mohamed Gad El-Karim/Le Marionnettiste
- Mervat Amin : Inaam/L'épouse
- Hisham Selim : Bahloul/Le fils

## Accueil
Le film est très bien accueilli en Egypte et reçoit la médaille de bronze au Festival de Valence des pays méditerranéens. Il est également présenté à Paris, faisant l'ouverture, en octobre 1989, du Festival du cinéma égyptien, organisé à l'Institut du monde arabe. Pour le critique de cinéma tunisien Khémais Khayati, il fait partie de cette «nouvelle vague» ou de ce «nouveau réalisme» qui marque le cinéma égyptien à la fin des années 1980, comportant une critique sociale évidente, dans des années caractérisées également en Égypte par la «dénasserisation», mais aussi par une certaine violence.